# Моргунови
Моргуно́ви (рос. Моргуновы) — присілок у складі Слободського району Кіровської області, Росія. Входить до складу Шиховського сільського поселення.
Населення становить 3 особи (2010, 1 у 2002).
Національний склад станом на 2002 рік — євреї 100 %.